# Jimmy McCormick
Donald McCormick (Rotherham, 26 settembre 1912 – Marbella, 4 gennaio 1968) è stato un allenatore di calcio e calciatore britannico, di ruolo attaccante.

## Carriera

### Giocatore
Ha giocato nella prima e seconda divisione inglese con il Tottenham (2 stagioni in massima serie e le rimanenti in seconda divisione) e, per una stagione, nella seconda divisione inglese con il Fulham (9 presenze e 2 reti nella Second Division 1946-1947) , trascorrendo il resto della carriera in vari club di terza divisione e delle serie minori, ad eccezione di una stagione a fine carriera nella prima divisione di Malta con la maglia degli Sliema Wanderers ed un ulteriore spezzone di stagione nella seconda divisione inglese al Lincoln City.

### Allenatore
Dal 1950 al 1951 ha allenato la nazionale turca, guidando, sempre nel 1951, anche il club turco del Fenerbahçe; in seguito, nella stagione 1951-1952 ha allenato gli Wycombe e nella stagione 1953-1954 lo York City.

## Palmarès

### Giocatore

#### Competizioni nazionali
- Third Division North: 1

Lincoln City: 1947-1948